# Emanuel Buchmann
Emanuel Buchmann (født 18. november 1992 i Ravensburg) er en professionel cykelrytter fra Tyskland, der er på kontrakt hos Cofidis.
I 2015 blev han tysk mester i linjeløb. Ved Tour de France 2019 endte han på en samlet 4. plads, 1,56 minut efter vinderen Egan Bernal. Det var første gang han deltog i det franske etapeløb.